# Обское (Томская область)
Обское — село в Чаинском районе Томской области России. Входит в состав Коломинского сельского поселения. Население 459 чел. (2021) .  

## География
Находится в центральной части региона, у реки Обь.
Климат
Находится на территории, приравненной к районам Крайнего Севера.

## История
Село во время переписи 2002 года возглавляло Обской сельский территориальный округ.
В соответствии с Законом Томской области от 10 сентября 2004 года № 205-ОЗ село вошло в состав образованного муниципального образования Коломинское сельское поселение.

## Население
| 1995 | 1996 | 1997 | 1998 | 1999 | 2002 | 2010 | 2012 | 2013 |
| ---- | ---- | ---- | ---- | ---- | ---- | ---- | ---- | ---- |
| 873  | ↘870 | ↘810 | ↘802 | ↘766 | ↘611 | ↘596 | ↘586 | ↘575 |
| 2014 | 2015 | 2021 |      |      |      |      |      |      |
| ↘568 | ↗574 | ↘459 |      |      |      |      |      |      |

Национальный состав
Согласно результатам переписи 2002 года, в национальной структуре населения русские составляли 87 % из общей численности населения в 611 человек.

## Инфраструктура
Начальная школа. 

## Транспорт
Проходит Северный широтный коридор.